# TacSat

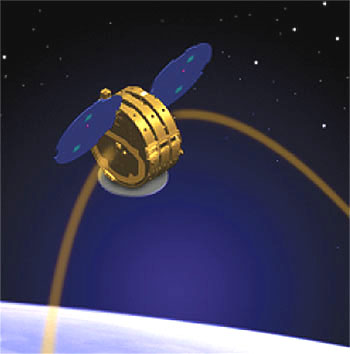
Vue stylisée du satellite TacSat-1.

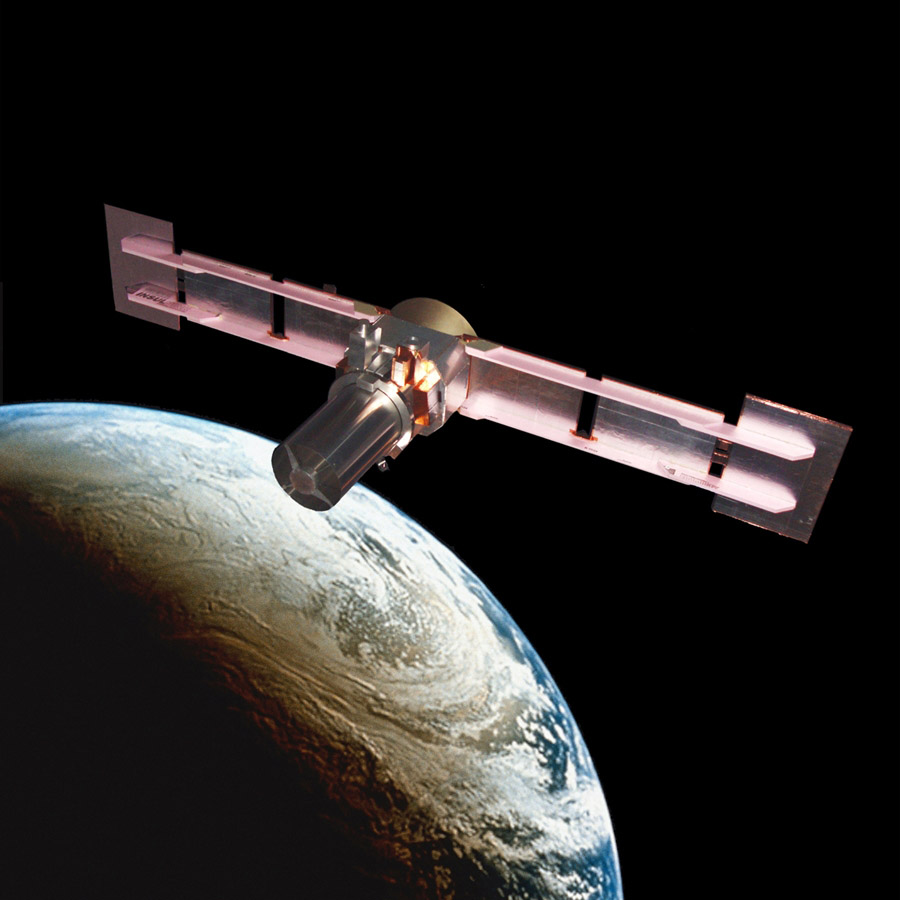
Vue stylisée du satellite TacSat-2 en orbite.

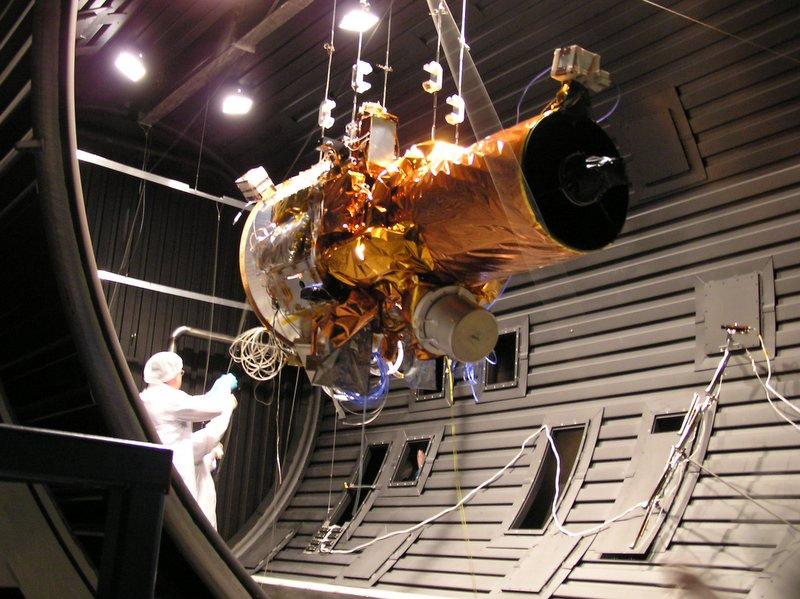
TacSat 2 en mai 2006.

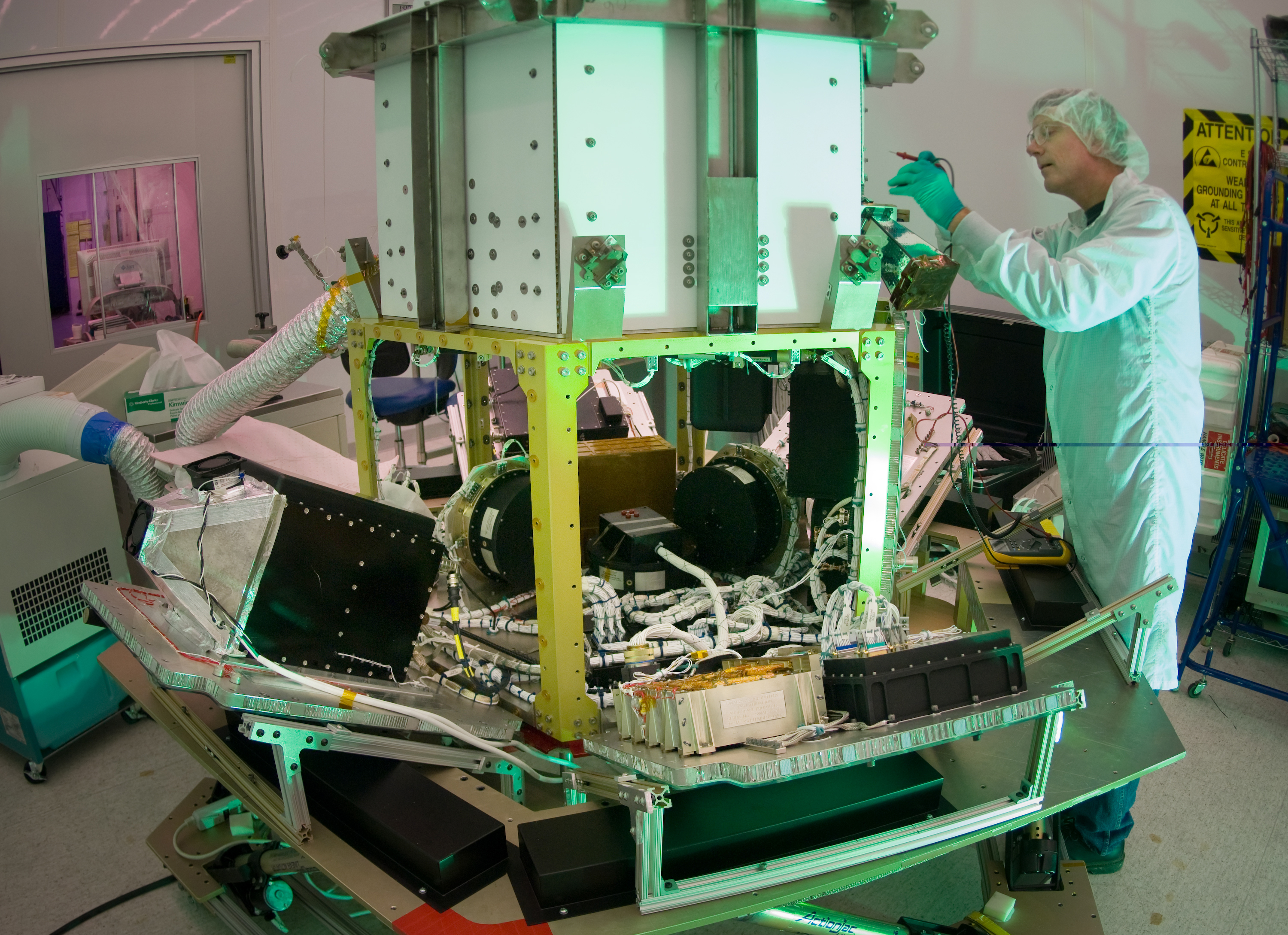
TacSat-3 pendant sa construction.

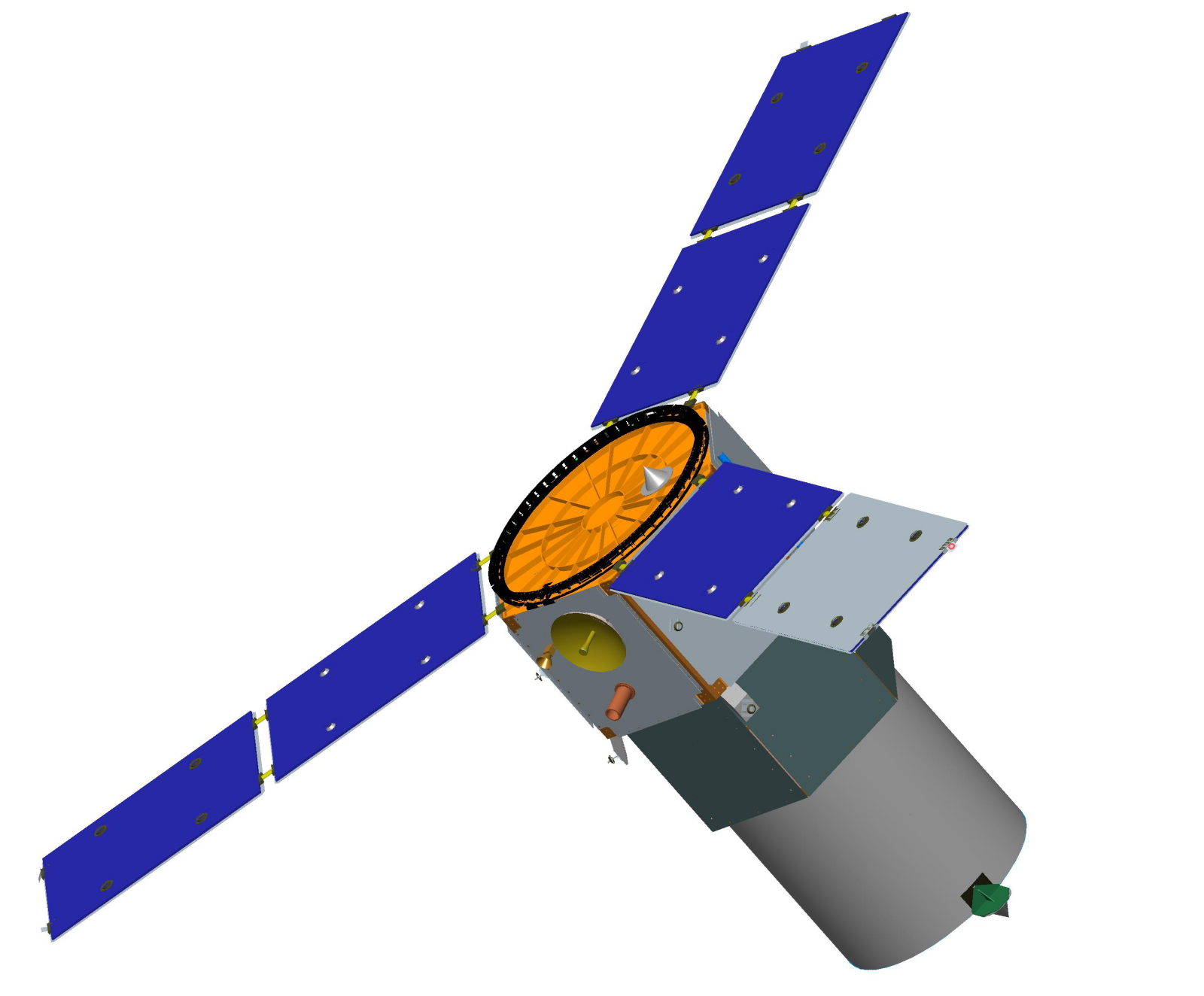
Vue schématique du TacSat-3.

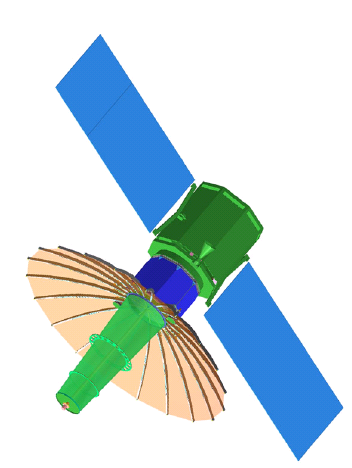
Vue schématique du TacSat-4.

TacSat  est une série de micro-satellites militaires américains expérimentaux. Les satellites expérimentaux de la série TacSat sont conçus pour transmettre des images et d'autres données à des commandements militaires sur le champ de bataille lorsqu'ils survolent certains territoires. Les données recueillies seront transmises dans les minutes suivant leur cueillette, plutôt que quelques heures ou jours plus tard.

## Histoire
À partir de la deuxième moitié de 2002, le Naval Research Laboratory étudie les utilisations tactiques des engins spatiaux. Les nouvelles technologies mises en œuvre dans le domaine des micro-satellites, des lanceurs peu coûteux et rapides à construire, ainsi que le réseau sécurisé SIPRNet permirent d'envisager l'usage de matériel spatial de façon tactique dans un avenir rapproché. L’Office of Force Transformation (OFT) du département de la Défense des États-Unis était en accord avec les conclusions de cette étude et a lancé une série d'expériences dans le cadre d'une Operationally Responsive Space Initiative (OFT, « Initiative spatiale sensible et opérationnelle »). Le satellite TacSat-1 est la première expérience de cette initiative OFT, qui a reçu l'autorisation d'être exécutée le 7 mai 2003.
Tous les satellites TacSats ont été lancés par des fusées Minotaur.

## Satellites
En 2011, il y a cinq satellites TacSat en conception ou réalisation
- TacSat-1 (en) : lancement prévu en 2009 (annulé à la suite du succès de la mission de TacSat-2, qui reprenait les mêmes expériences que TacSat-1 et TacSat-1A)
- TacSat-2 (en) : lancé le 16 décembre 2006
- TacSat-3 : lancé le 19 mai 2009[3]
- TacSat-4 (en) : lancé le 27 septembre 2011[4]
- TacSat-5 (en) : en conception